# Baumgarten (Warnow)
Pour les articles homonymes, voir Baumgarten.
Baumgarten est une municipalité allemande du land de Mecklembourg-Poméranie-Occidentale et l'arrondissement de Rostock.